# Рачук, Сергей Владимирович
Сергей Владимирович Рачу́к  (род. 13 января 1964, Воронеж, РСФСР, СССР) — советский и российский подводник. Заместитель начальника Военно-морской академии имени Адмирала Флота Советского Союза Н. Г. Кузнецова (2013-2024), Герой Российской Федерации (22.12.2006). Контр-адмирал (12.12.2013).

## Биография
Родился 13 января 1964 года в Воронеже в семье конструктора Владимира Сергеевича Рачука. Окончил среднюю школу, первый курс Воронежского государственного университета.
С августа 1982 года служил в ВМФ СССР. Окончил ракетный факультет Высшего военно-морского училища подводного плавания имени Ленинского комсомола в 1987 году, после чего с октября этого года служил на атомном ракетном подводном крейсере стратегического назначения К-530 25-й дивизии подводных лодок Тихоокеанского флота: командир группы управления ракетной боевой части (БЧ-2), с июля 1988 — командир стартовой группы, с ноября 1990 — командир ракетной боевой части. С февраля 1992 года — командир ракетной боевой части АПЛ К-497, в декабре 1994 года назначен старшим помощником командира экипажа этой подводной лодки, который в июне 1995 года стал первым экипажем атомного ракетного подводного крейсера стратегического назначения К-530. В июне 1997 года направлен на учёбу.
В 1999 году окончил Военно-морскую академию имени Адмирала Флота Советского Союза Н. Г. Кузнецова, затем проходил службу (1999—2006) командиром экипажа атомного ракетного подводного крейсера стратегического назначения К-117 «Брянск» проекта 667БДРМ «Дельфин». С 2002 года — командир экипажа АПЛ К-51 «Верхотурье», который под его руководством завоевал приз Главнокомандующего ВМФ за ракетную стрельбу. В 2004 году выполнял с этим экипажем боевую службу на АПЛ К-407 «Новомосковск». За отлично проведённые ракетные стрельбы дважды завоёвывал Призы Главнокомандующего ВМФ.
В сентябре 2006 года под его командованием был выполнен поход экипажа К-117 «Брянск» на атомном ракетном подводном крейсере стратегического назначения К-84 «Екатеринбург» в район Северного полюса. Было проведено проламывание льда корпусом корабля и пуск баллистических ракет «Синева» из образовавшейся полыньи. Подобное упражнение в отечественном ВМФ в последний раз выполнялось за 11 лет до этого.
Указом Президента Российской Федерации № 1443 от 22 декабря 2006 года за мужество и героизм, проявленные при исполнении воинского долга, капитану 1 ранга Рачуку Сергею Владимировичу присвоено звание Героя Российской Федерации с вручением медали «Золотая Звезда». Члены экипажа К-117 «Брянск» были удостоены правительственных наград.
С октября 2006 года — заместитель командира 31-й дивизии подводных лодок Северного флота. В декабре 2010 года указом Президента Российской Федерации назначен начальником военно-морского управления Западного военного округа.
26 июля 2013 года назначен заместителем начальника Военно-морской академии имени Адмирала Флота Советского Союза Н. Г. Кузнецова.В 2024 году освобождён от должности и уволен в запас.

## Награды
- Медаль «Золотая Звезда» Героя Российской Федерации (22.12.2006)[4].
- Орден «За военные заслуги» (21.02.2003)[5].
- Орден Дружбы (17.07.2018).
- Медали России.

## Семья
Отец Владимир Сергеевич Рачук (род. 11 июля 1936, Пермь) — российский конструктор, генеральный директор ОАО «Конструкторское бюро ХИМАВТОМАТИКИ», доктор технических наук, профессор, заслуженный конструктор РФ. Кавалер ордена «За заслуги перед Отечеством» 4-й степени, лауреат Государственной премии РФ, премии Правительства РФ. Почётный гражданин Воронежа (2006). В частности, двигатель, который стоит на первой ступени ракеты РСМ-54 — это его детище.